# Allah-Las
Allah-Las est un groupe de rock américain, de Californie formé en 2008 par Miles Michaud, Pedrum Siadatian, Spencer Dunham et Matthew Correia. Correia, Dunham et Siadatian travaillaient ensemble à Amoeba Music (en) avant de former le groupe.

## Biographie
En 2011 le groupe réalise un double single produit par Nick Waterhouse avec son label Pres, sur lequel figure les chansons Catamaran et Long Journey. Le groupe entame alors une petite tournée en Californie où ils se produisent sur scène à Los Angeles et San Francisco notamment. Le groupe sort son deuxième double single en 2012 avec les chansons Tell Me (What's on your Mind) et Sacred Sands; cependant si cette fois le producteur est toujours Nick Waterhouse, c'est avec le label Innovative Leisure (en) que signe Allah-Las. 
En septembre 2012 le groupe sort son premier album Allah-Las intégralement produit par Nick Waterhouse et le label Innovative Leisure. L'album est globalement apprécié par la critique et le site de critique musicale daytrotter place même la chanson Catamaran en 29e position des meilleures chansons de l'année 2012,. Avec la sortie de leur album le groupe s'ouvre les portes des festivals européens avec des concerts en France et en Angleterre. Pendant l'été 2013 le groupe part en tournée avec le groupe The Black Angels aux États-Unis, puis font des dates en Europe à nouveau. Depuis 2012 le groupe propose un podcast hebdomadaire sous le nom de reverberation radio
Le groupe  annonce en juin 2014 la sortie le 16 septembre 2014 d'un nouvel album produit par Nick Waterhouse intitulé Worship the Sun sur le label Innovative Leisure, sortie accompagnée d'une tournée.
Le 4 août 2015, aquariumdrunkard.com propose The Lagniappe Sessions avec des reprises de Jesus & Mary Chain, Cass McCombs et Kevin Ayers.
En septembre 2016 sort Calico Review leur troisième album, enregistré dans le studio historique Valentine Recording de Los Angeles
En novembre 2017, le groupe fait paraitre un EP de reprises baptisé Covers #1 comportant, entre autres, des titres de George Harrison et Television. Ce EP de reprises est annoncé comme le premier d'une série.
En octobre 2019, le groupe a sorti l'album LAHS, qui a reçu des critiques généralement positives. Le site Exclaim a qualifié l'album de « bande sonore atmosphérique parfaite pour une fête de jardin avec des boissons alcoolisées ».  Des critiques soulignent un son plus psychédélique que l’album précédent,.Le magazine français Les Inrockuptibles qualifie l’album de « tour du monde passionnant » qui peut s'expliquer par la diversité des langues utilisées dans l'album. En effet, une des chansons de l’album, Prazer Em Te Conhecer, est chantée en portugais par Matthew Correia, batteur du groupe. Une autre, Pleasure, est chantée en espagnol. Une tournée accompagne l’album et en octobre 2019 le groupe joue à Paris dans la salle de concert de l’Élysée Montmartre.

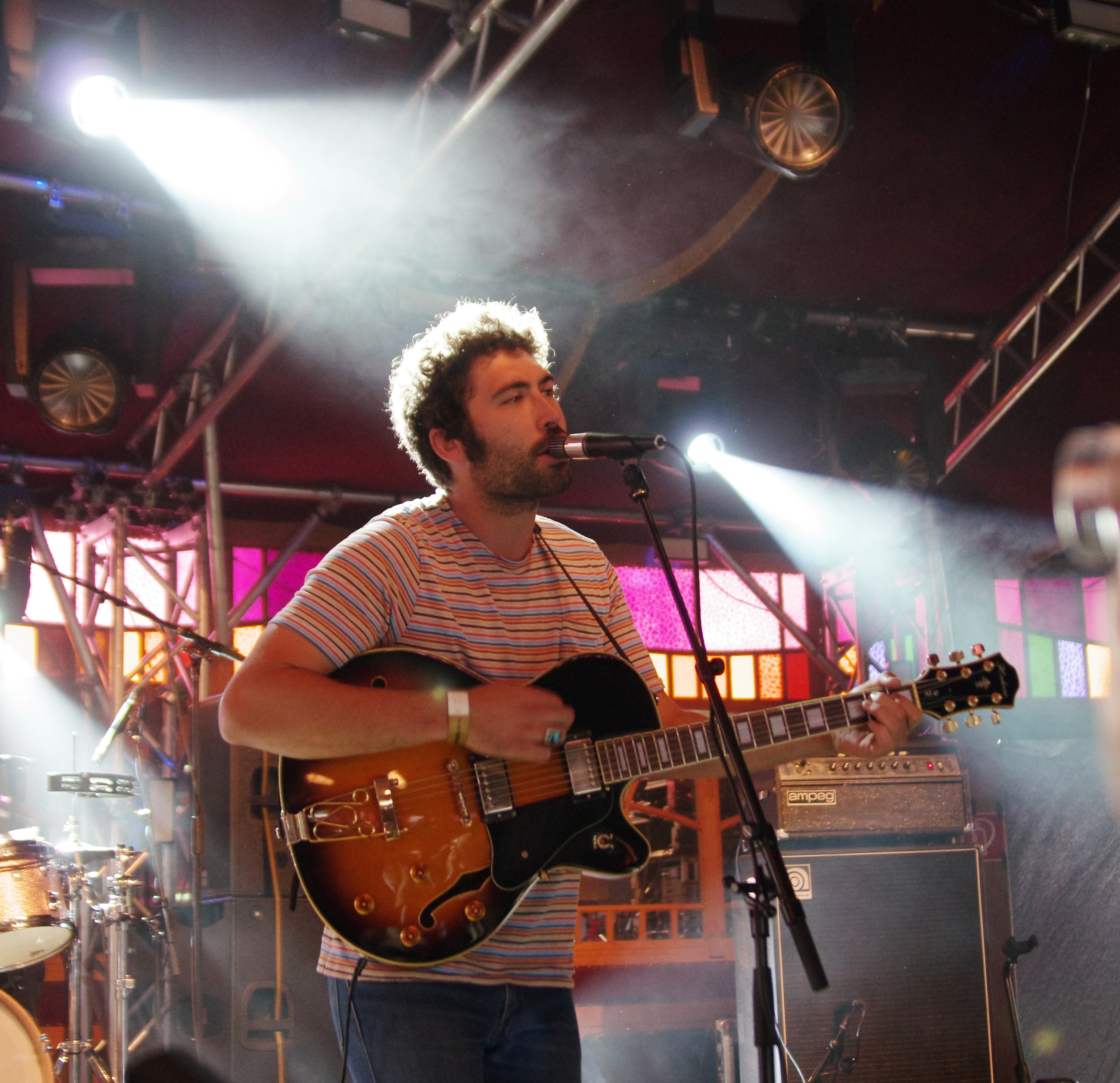
Miles Michaud, chanteur en 2013

## Nom
La référence religieuse de leur nom est inspirée du groupe The Jesus and Mary Chain, Allah leur paraissant avoir une connotation sainte (holy sounding). Ils disent n'avoir jamais pensé que cela pourrait être interprété comme une moquerie ou une profanation. Selon Michaud : « Nous avons reçu des courriels de Musulmans, ici aux Etats-Unis et d'ailleurs, disant qu'ils sont offensés, mais cela n'était absolument pas notre intention. Nous avons répondu à ces courriels en expliquant pourquoi nous avons choisi ce nom et généralement ils comprenaient. »
En Turquie, un de leurs spectacles a été annulé parce que le promoteur s'est senti gêné. « Mais quelle est l'alternative ? demande Siadatian. Nous portons ce nom depuis si longtemps que nous ne pouvons pas en changer. »

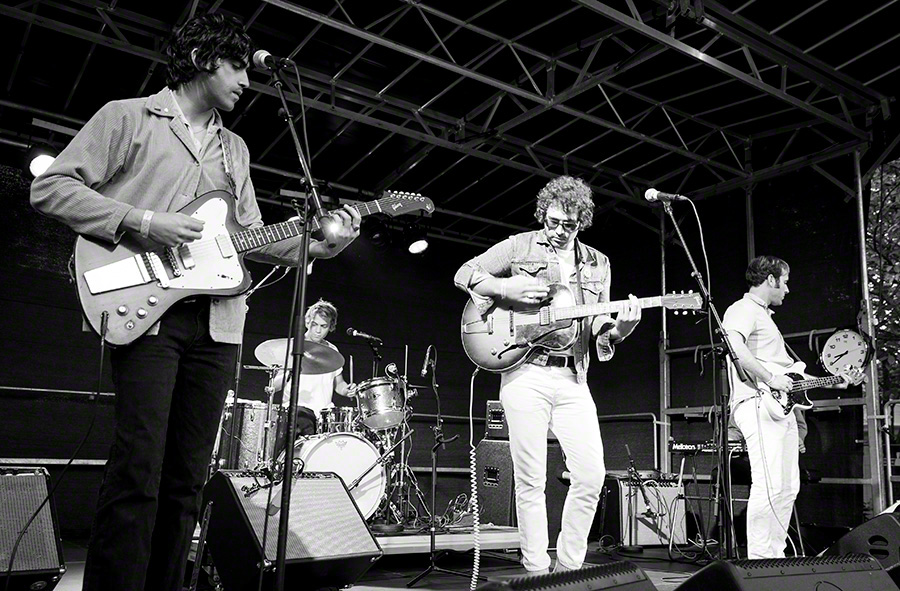
Allah-Las en concert à Oslo en 2016. De gauche à droite Pedrum Siadatian, Matthey Correia, Miles Michaud, Spencer Dunham

Le 23 août 2017, à Rotterdam, un concert du groupe est annulé après la découverte, sur renseignement de la Garde civile espagnole, d'une camionnette contenant des bonbonnes de gaz, quelques jours après des attentats islamistes en Catalogne. Le lendemain, à Varsovie, près de la salle où le groupe doit donner un concert, des policiers subissent une attaque au couteau, mais le concert a lieu.

## Membres
- Miles Michaud : chant et guitare
- Pedrum Siadatian : guitare
- Spencer Dunham : basse
- Matthew Correia : batterie

## Discographie

### Singles
- Catamaran/Long Journey - Pres, 2011
- Tell Me (What's On Your Mind)/Sacred Sands - Innovative Leisure, 2012
- Don't You Forget It - Record Store Day split w/Nick Waterhouse, 2012
- Had It All/Every Girl - Innovative Leisure, 2013
- 501-415/No Werewolf'  - Innovative Leisure, 2014
- Covers #1 - Mexican Summer, 2017